# La Ballade de Monish

La Ballade de Monish est un poème d'Isaac Leib Peretz, un écrivain et dramaturge d'expression yiddish, qui connut trois éditions. La première de 1888 largement remaniée par Cholem Aleichem, une version abrégée de 1908 dans un style plus moderne, plus européen et la version de 1892, choisie par Peretz pour son recueil de 1914.
La balade présente Monish, un prodigieux élève de Yeshiva dont l'érudition impressionne les plus grands rabbins donnant l'espoir d'une rédemption prochaine. Samaël craignant pour son trône lui envoie la tentatrice Lilith pour mettre à l'épreuve sa foi sous les traits de la fille d'un Allemand négociant en grains. Le chant de cette Marie Kol b'Isha  fait sombrer Monish qui lui donne rendez-vous dans une ruine. Pressé de prouver son amour, il sombre graduellement commençant par jurer sur son nom jusqu'à invoquer le nom sacré. Les cieux s'entrouvrent pour le foudroyer, le condamnant à jamais.
Quelques éléments humoristiques :
"Ganz Pôlen un Lithe
An Eck' vun 'Nischt-Gute'" !
Pour que la rime fonctionne, 'Lithe' (Lituanie) doit être prononcé avec l'accent polonais.
"Kol b' Isha"
Pour désigner la voix de Marie, Peretz utilise une expression hébraïque poétique au lieu d'une expression équivalent d'origine germanique qui serait plus naturelle (il est interdit de prendre du plaisir de la voix d'une femme).
"Un Amor mit blinde Augen
Bârvus, nacket lauft er, flieht;
Spielt sich mit a Feilen-Bôgen
Könn dâs passen far a Jüd ?"
Et Cupidon, les yeux clos,
Pieds nus, erre et vole le corps découvert
S'amusant avec son arc et sa flèche.
Est-ce raisonnable pour un Juif ?